# Paramoeridops navasi
Paramoeridops navasi is een insect uit de familie van de vlinderhaften (Ascalaphidae), die tot de orde netvleugeligen (Neuroptera) behoort. 
Paramoeridops navasi is voor het eerst wetenschappelijk beschreven door Van der Weele in 1909.